# Lövgråtagging
Lövgråtagging (Stypella subgelatinosa) är en svampart som först beskrevs av Petter Adolf Karsten, och fick sitt nu gällande namn av P. Roberts 1998. Stypella subgelatinosa ingår i släktet Stypella, ordningen Auriculariales, klassen Agaricomycetes, divisionen basidiesvampar och riket svampar.   Inga underarter finns listade i Catalogue of Life.
I den svenska databasen Dyntaxa används istället namnet Protodontia subgelatinosa för samma taxon.  Arten är reproducerande i Sverige.